# صرصور هائل طويل الأجنحة
صرصور هائل طويل الأجنحة أو صرصور هائل أسود (الاسم العلمي: Megaloblatta longipennis)، هو نوع من الصراصير ينتمي إلى عائلة برانيات العيش، يُعتبر أكبر صرصور في العالم من حيث الطول وامتداد الأجنحة حسب موسوعة غينيس للأرقام القياسية.

## الانتشار
موطنه الأصلي يشمل كولومبيا، والإكوادور، والبيرو، مع بعض التقارير التي تشير أحيانًا إلى امتداده حتى بنما إلا أنها ناتجة عن خطأ في التعّرف، يُخلط عادةً بينه وبين النوع (Megaloblatta blaberoides) المشابه له والنوع الوحيد في هذا الجنس الموجود في أمريكا الوسطى.

## الوصف
يعرف أفراد هذا النوع بحجمهم الاستثنائي، تم تسجيل أكبر فرد منها بطول 9.7 سنتيمتر (3.8 بوصة)، وعرض 4.5 سنتيمتر (1.8 بوصة)، وامتداد جناحين يصل إلى 20 سنتيمتر (7.9 بوصة)، سمي بطويل الأجنحة لأن أجنحته تمتد لمسافة طويلة بعد بطنه.
لديه تشابه كبير من النوع (M. blaberoides) باختلاف طفيف ببعض السمات الشكلية، يمكن أن يصل الأخير الطول نفسه لكن بامتداد جناحين اقصر قليلًا يقارب 18.5 سنتيمتر (7.3 بوصة).

## طالع أيضًا
- صراصير هائلة
- صراصير الكهوف
- صرصور الكهف العملاق